# Felicia Truedsson
Felicia Inez Maxime Truedsson (* 5. April 2000 in Uppsala) ist eine schwedische Schauspielerin.

## Leben und Karriere
Truedsson wurde am 5. April 2000 in Uppsala geboren. Sie wuchs in Stockholm und in London auf. Ihr Debüt gab sie 2011 in der Fernsehserie Anno 1790. Anschließend war sie 2017 in der Serie Sommaren med släkten zu sehen. Von 2020 bis 2022 spielte sie in Lyckoviken mit. Außerdem wurde sie 2021 für die Netflixserie Young Royals gecastet. 2022 trat Truedsson in dem Kurzfilm In Every Room So Hushed auf.

## Filmografie
Filme
- 2011: Welcome to Caligula
- 2012: Orangeriet
- 2016: Syrror
- 2017: Exotisk
- 2022: In Every Room So Hushed
- 2023: Der Abgrund (Avgrunden)
- 2024: Ein Teil von dir (En del av dig)

Serien
- 2011: Anno 1790
- 2017: Sommaren med släkten
- 2017: Der Kommissar und das Meer
- 2020–2022: Lyckoviken
- 2021–2024: Young Royals
- 2021: Solsidan
- 2022: Heartbeats
- 2022: Harmonica